# Centro addestramento alpino
Il centro addestramento alpino è un centro dell'esercito italiano che ha lo scopo di formare allo sci, all'alpinismo, alla conoscenza della neve e delle valanghe ed al soccorso organizzato in montagna il personale in servizio permanente delle truppe alpine, delle forze speciali e di alcuni eserciti amici ed alleati.
La sede principale si trova nella caserma "Cesare Battisti" di Aosta (lungo via Émile Lexert e corso Saint-Martin-de-Corléans), mentre i due centri distaccati sono collocati nella caserma "Monte Bianco" di La Thuile (sezione sci alpinismo) e nella caserma "Luigi Perenni" di Courmayeur (sezione sci ghiaccio).
Presso il centro viene svolto anche un periodo di preparazione per il personale dell'esercito italiano, prima di essere inviato in Afghanistan.

## Storia

### I primi progetti
Una prima riflessione sulla necessità di costituire una scuola di alpinismo militare venne dall'avvocato Umberto Balestrieri, che era al contempo maggiore di complemento degli alpini, il quale lanciò la proposta in una relazione del 1924: «È impensabile, dopo l'insegnamento che ci è venuto dalla guerra, che gli alpini possano esimersi dall'obbligo di essere anche alpinisti».
Nel 1933 fu presentata una nuova relazione, questa volta redatta dal capitano Giorgio Fino, contenente il progetto per una scuola di alpinismo al fine di «creare reparti specializzati per imprese di eccezionale difficoltà» e, nel mese di dicembre dello stesso anno, per decisione dell'allora Ispettore delle Truppe Alpine, generale di divisione Celestino Bes, furono avviati i primi corsi.

### La Scuola centrale militare di alpinismo
Il 9 gennaio del 1934 fu ufficialmente costituita la Scuola centrale militare di alpinismo ad Aosta, per la preparazione sci-alpinistica di ufficiali e sottufficiali delle truppe alpine e per lo studio del loro armamento ed equipaggiamento. Il primo comandante della scuola fu il tenente colonnello Luigi Masini. La sede fu fissata nel castello Beauregard di Aosta, appositamente acquistato per l'occasione dallo Stato italiano, che vi fissò la scuola intitolata al duca degli Abruzzi. Durante la cerimonia di inaugurazione giunse un telegramma di felicitazioni da parte di papa Pio XI.
Gli obiettivi della scuola furono la formazione di nuovi istruttori e di comandanti capaci di guidare piccole ma agguerrite formazioni negli ambienti più impervi della montagna. Presso la scuola affluirono in breve tempo molti tra i nomi più conosciuti dell'alpinismo italiano che permetteranno al comandante Masini di realizzare numerose imprese alpinistiche capaci di suscitare meraviglia anche all'estero, come la cerimonia di giuramento svoltasi non nel cortile della scuola ma sulla vetta del Monte Bianco. Negli anni successivi tra i frequentatori dei corsi vi furono anche diverse delegazioni straniere, come quella argentina in cui era presente il giovane capitano Juan Domingo Perón, di cui fu istruttore il sergente Gigi Panei, o quella cinese inviata da Chiang Kai-shek.
Nel 1936 fu costituito il battaglione "Duca degli Abruzzi" addestrato nei combattimenti ad alta quota, una sorta di élite nell'arma degli alpini.

#### La seconda guerra mondiale

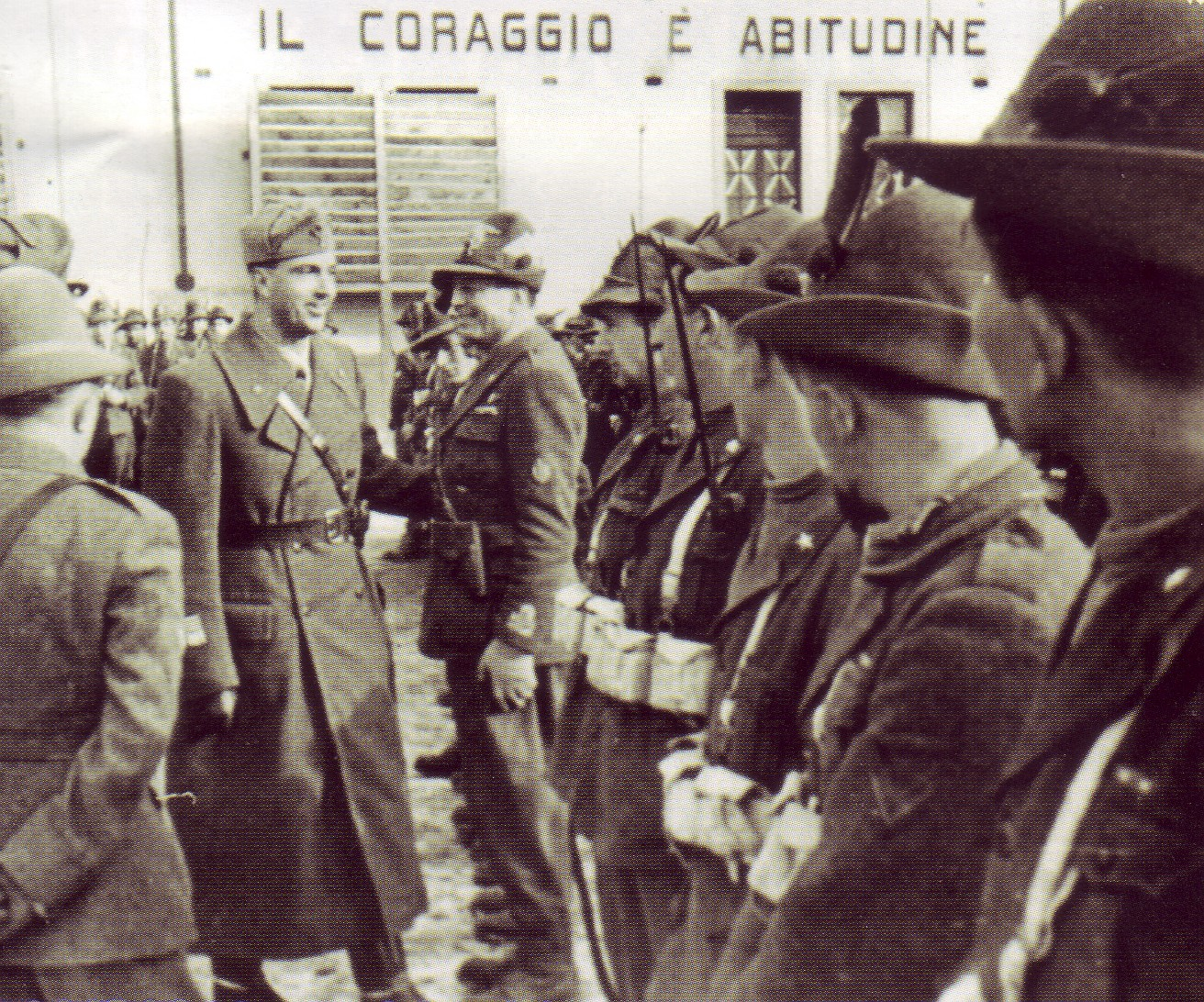
Umberto di Savoia incontra gli alpini del battaglione "Monte Cervino" in procinto di partire per la Russia.

Allo scoppio del secondo conflitto mondiale, con la dichiarazione di guerra alla Francia venne formato sul fronte delle Alpi Occidentali il Reparto Autonomo "Monte Bianco", dalle dimensioni di una compagnia, con il compito di presidiare i valichi del Monte Bianco tra il Col Ferret e il Col della Seigne, tutti alla quota di 4000 metri. Il reparto fu suddiviso in tre sottosezioni affidate rispettivamente a Giusto Gervasutti, Renato Chabod ed Emanuele Andreis. Il battaglione "Duca degli Abruzzi" fu invece posto a presidio del Col della Seigne. Dopo l'armistizio con la Francia sia il "Duca degli Abruzzi" sia il Reparto Autonomo "Monte Bianco" furono sciolti.
Nel frattempo (1940) fu costituito il nuovo Battaglione Alpini Sciatori "Monte Cervino" al comando del maggiore Gustavo Zanelli. Per potervi accedere era necessario essere volontari, scapoli e molto abili nell'uso degli sci. Le truppe erano armate con il miglior armamento ed equipaggiamento disponibile, tra cui i nuovi scarponi con suola in Vibram e gli sci Persenico. Stesso discorso anche per i cappellani e il personale medico. Il battaglione partecipò alla campagna di Grecia e, ricostituito nel novembre 1941 sotto il comando del tenente colonnello Mario D'Adda, a quella di Russia in cui venne decorato con la medaglia d'oro al valor militare. Insieme al "Monte Cervino" fu organizzato con le medesime caratteristiche anche il battaglione "Monte Rosa", che ebbe però un impiego più limitato.
Nel corso della campagna di Russia la scuola ebbe inoltre il compito di formare i nuovi ufficiali da impiegare su quel fronte. Si sperimentarono anche nuovi mezzi militari, come i blindati da neve che però non si poterono mai impiegare per gravi difetti di stabilità. Con l'armistizio di Cassibile dell'8 settembre 1943 le attività della scuola si fermarono.

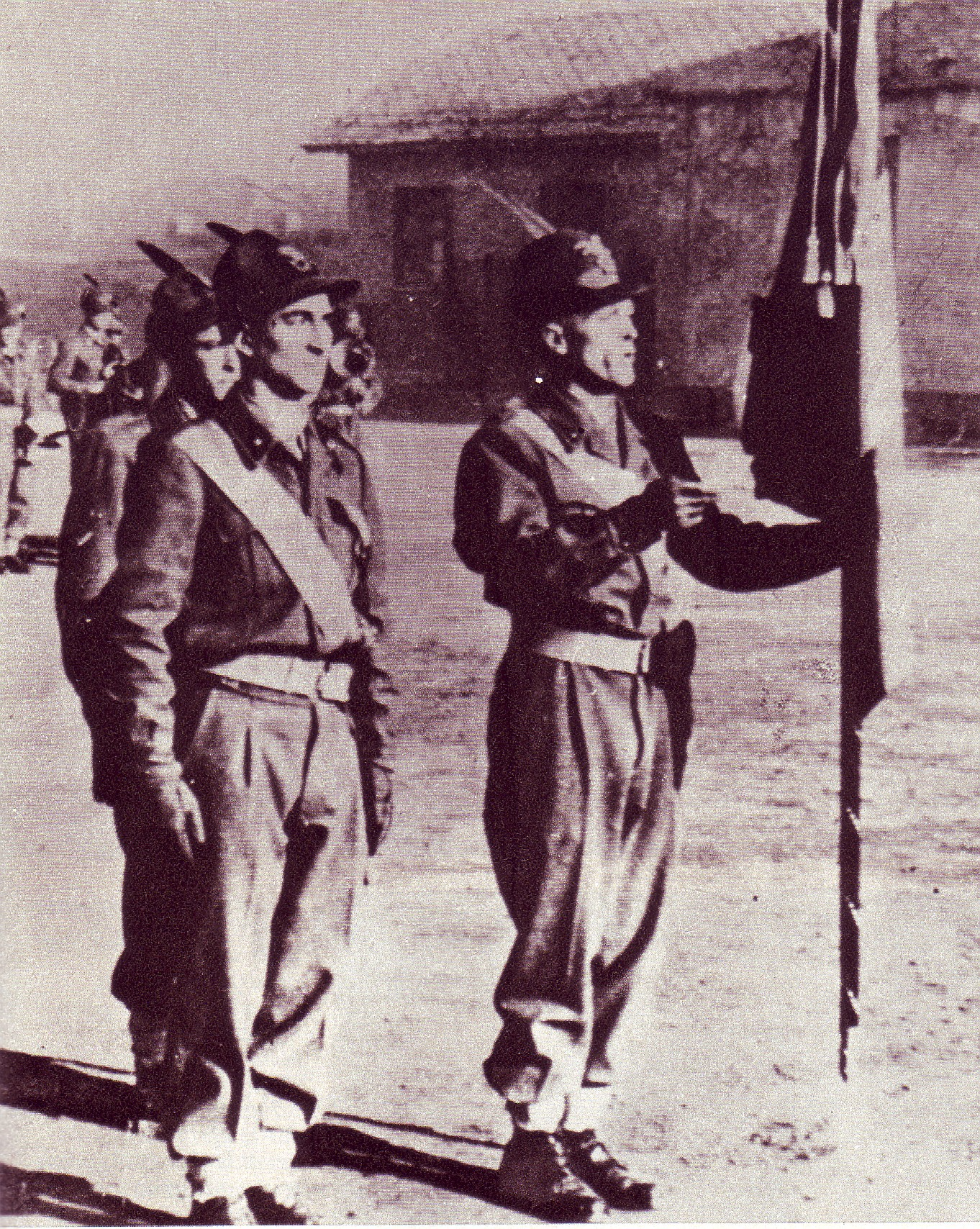
Cerimonia di riapertura della Scuola militare alpina di Aosta nel 1948.

### La rinascita della "Scuola militare alpina"
Il 1º luglio 1948 la scuola riprese le sue funzioni, sotto la nuova denominazione di "Scuola Militare Alpina" (SMA), estese anche al personale di altre forze armate e di eserciti stranieri. In seguito la scuola assunse la sigla SMALP per non essere confusa con la Scuola Militare dell'Aeronautica di Firenze, scuola media superiore a carattere militare come la Nunziatella di Napoli, la Morosini di Venezia e la Teulié di Milano.
Nel 1953 fu affidata alla scuola la preparazione degli allievi sergenti di complemento e nel 1964 il ciclo addestrativo degli allievi ufficiali di complemento destinati, rispettivamente, al comando delle squadre e dei plotoni dei reparti delle truppe alpine. Tale addestramento è stato sospeso nel 2000 a seguito della sospensione del servizio di leva obbligatorio.
Nel 1971 entrò a far parte della scuola il "545º squadrone elicotteri". Grazie agli interventi effettuati nell'ambito del soccorso in montagna e a favore della popolazione civile, nel 1975 la scuola ottenne la medaglia d'argento al valor civile.

#### La ristrutturazione del 1975

La caserma "Cesare Battisti" lungo il corso Saint-Martin-de-Corléans, ad Aosta, in una fotografia del 1958.

Nel 1975, in seguito a una riorganizzazione generale, la scuola si trova a includere nelle proprie competenze il glorioso battaglione alpini "Aosta" che, da unità operativa, diventa unità di supporto occupandosi di tutte le attività logistiche del centro addestrativo, quali trasporti, manutenzioni, guardie ecc. Il battaglione svolge inoltre attività dimostrativa in favore dei corsi AUC, addestra tutto il personale di leva in forza all'istituto e inquadra una compagnia speciale di atleti, distaccata a Courmayeur, che costituisce la rappresentativa dell'esercito italiano per gli sport invernali. Nello stesso anno viene costituito un battaglione esploratori, di stanza a La Thuile, che inquadra personale esperto di sci e alpinismo ad altissimo livello.
L'organico completo della scuola a quella data è il seguente:
- Compagnia comando e servizi (Aosta)
- Battaglione alpini "Aosta" (Aosta)
  - 41ª Compagnia fucilieri "I Lupi"
  - 42ª Compagnia fucilieri "La Valanga"
  - Compagnia speciale alpieri atleti (Courmayeur)
- Battaglione AUC (Aosta)
  - 1ª Compagnia AUC
  - 2ª Compagnia AUC
- Battaglione esploratori (La Thuile)
  - Sezione sci alpinismo
  - Plotone esploratori

### Il Centro Addestramento Alpino - Scuola Militare

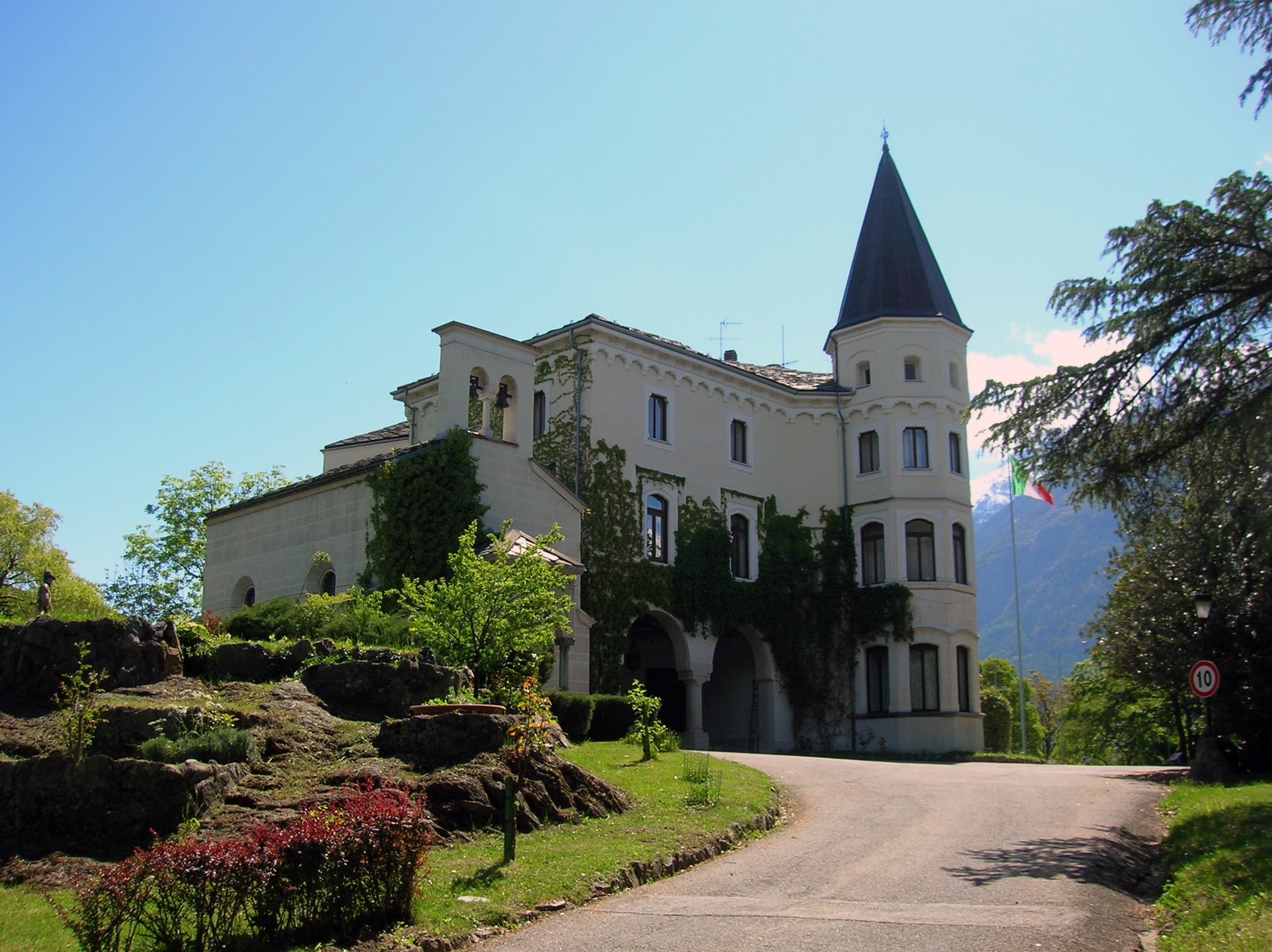
Il castello Jocteau ad Aosta, noto anche con i nomi di castello di Beauregard, castello Duca degli Abruzzi e castello Generale Cantore, ospita il comando della Scuola militare alpina e un piccolo museo dell'alpinismo.

Nel 1998 la Scuola Militare Alpina (SMALP) passa alle dipendenze del Comando Truppe Alpine, erede del 4º Corpo d'Armata Alpino, assumendo la denominazione di "Centro Addestramento Alpino" e poi quella di "Centro Addestramento Alpino - Scuola Militare" (Ce.Add.Alp.).
Nel dicembre 2008 riceve alle proprie dipendenze il 6º Reggimento Alpini - Isola addestrativa "Val Pusteria", con sedi in Brunico e San Candido.
La struttura attuale (2016) del Ce.Add.Alp. è la seguente:
- Comandante (Generale di Brigata) con alle dirette dipendenze:
  - Comandante Reggimento Addestrativo;
  - Comandante 6º Reggimento Alpini;
  - Comandante CSE/RAS
  - Coordinatore del Comando;
  - Servizio Amministrativo;
  - Comando alla sede e RSPP;
  - Servizio Assistenza Spirituale;
  - Nucleo CC di PM.
- Comando Ce.Add.Alp.:
  - U. Coordinatore;
  - Ufficio Addestramento e Sicurezza;
  - Ufficio Logistico;
  - Ufficio Personale Segreteria e Benessere;
  - Sezione C3I.
- Reggimento Addestrativo:
  - Comando Reggimento:
    - Nucleo Addestramento e Sicurezza;
    - Nucleo Logistico;
    - Nucleo Personale e Maggiorità;

  - Battaglione addestrativo "Aosta":
    - 41ª Compagnia addestrativa "Lupi";
    - 42ª Compagnia addestrativa "La Valanga";
    - 43ª Compagnia addestrativa "L'Audace";

  - Compagnia Comando e Servizi.
- Reparto attività sportive:
  - Sezione sci alpinismo;
  - Sezione sport invernali.
- 6º Reggimento alpini
  - Compagnia comando e supporto logistico
  - Battaglione alpini "Bassano"
    - 62ª Compagnia fucilieri "La Valanga"
    - 63ª Compagnia alpieri "La Furiosa"
    - 74ª Compagnia istruttori "La Travolgente"

## Sport

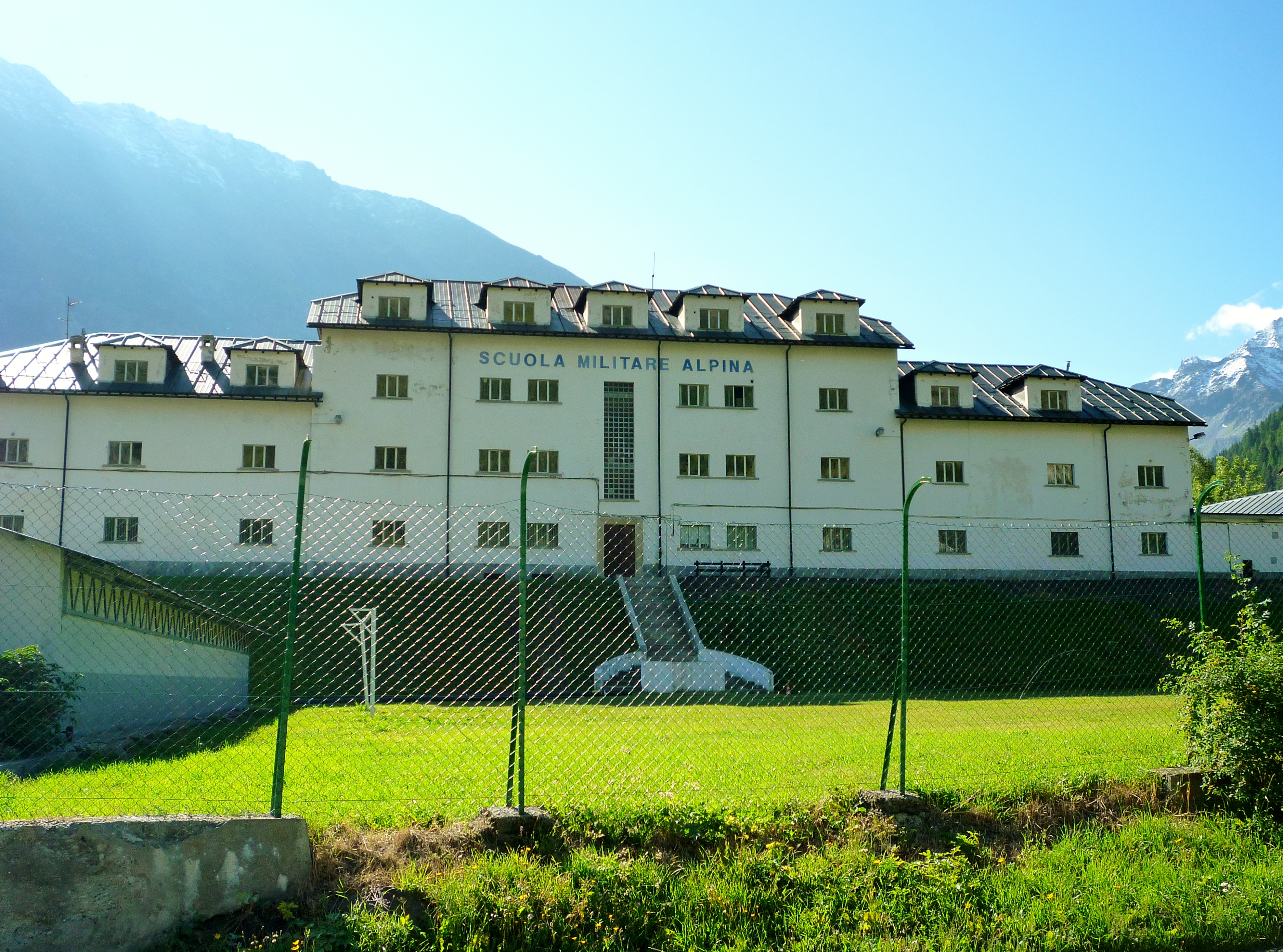
La caserma "Monte Bianco" di La Thuile, sede della sezione sci alpinismo della Scuola militare alpina.

La scuola partecipò fin dagli esordi ad eventi agonistici nell'ambito degli sport invernali e vinse nel 1936 a Garmisch la gara olimpica di pattuglia militare. Nel triennio 1935-1937 vinse inoltre il Trofeo Mezzalama di sci alpinismo. Il Reparto attività sportive, erede del Nucleo pattuglie sci veloci, inquadra attualmente gli atleti degli sport invernali.
Nei suoi settant'anni di storia la scuola ha ottenuto numerosi successi sportivi:
- 16 medaglie ai Giochi olimpici invernali
- 19 titoli mondiali
- 80 podi in competizioni di Coppa del mondo
- 7 Coppe del mondo
- 48 podi in Coppa Europa
- 10 titoli europei
- oltre 60 titoli italiani

### Sezione sci alpinismo
La sezione sci alpinismo, pure inquadrata nel Reparto attività sportive con sede a Courmayeur, tiene i corsi di alpinismo e di sci. È costituita da sottufficiali "istruttori militari scelti di sci ed alpinismo", al comando di un ufficiale. Gli istruttori sono tutti in possesso delle qualifiche di maestro di sci e di guida alpina.
Nell'ambito della sezione operano il "gruppo militare d'alta montagna", protagonista delle spedizioni alpinistiche, l'"ufficio studi e esperienze", che si occupa dei problemi connessi al movimento in montagna, ai materiali e all'equipaggiamento, e il "servizio Meteomont", che attua un costante monitoraggio delle condizioni meteonivologiche.

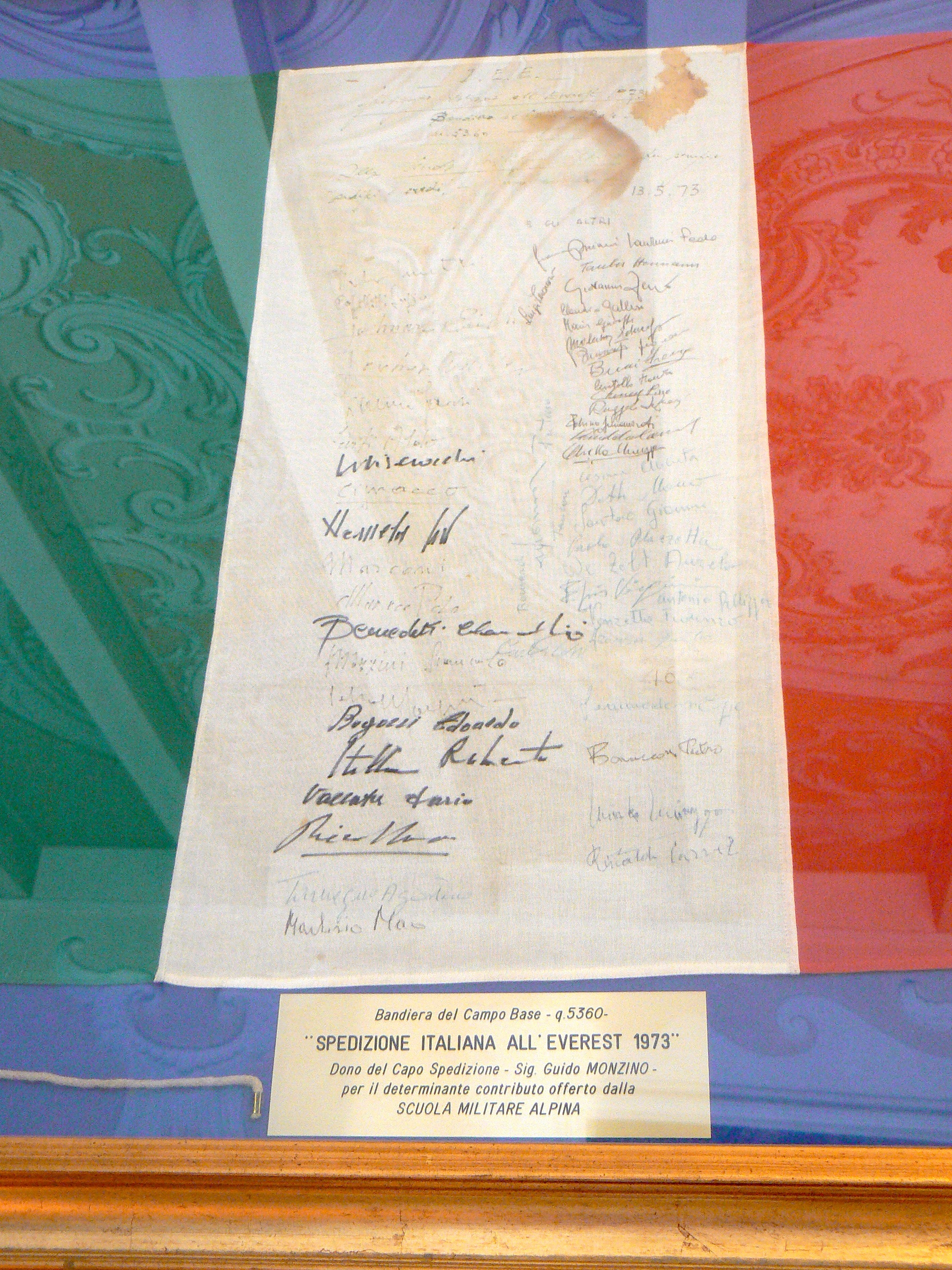
Le firme sulla bandiera della spedizione italiana sull'Everest del 1973, conservata nel museo del Castello Jocteau.

La tradizione alpinistica del Centro ha visto gli istruttori della sezione sci alpinismo partecipare alla spedizione italiana sull'Everest nel 1973.
Altre spedizioni hanno raggiunto numerose altre vette:
- Cho-Oyu in Tibet (8.201 m) nel 1992,
- Peak Nealkanth in India (6.596 m) nel 1993,
- Gasherbrum II (8.035 m) in Pakistan nel 1995,
- Monte Saint Elias (5.500 m) in Alaska nel 1997,
- Mera Peak (6.461 m) in Nepal nel 1999,
- Dhaulagiri I  (8.172 m) in Nepal nel 2001
- Monte Vinson in Antartide nel 2007: l'ascensione è avvenuta dopo una traversata su sci di circa 300 km compiuta in 13 giorni.

## Attività scientifiche
La scuola invia regolarmente proprio personale istruttore in Antartide nell'ambito dei programmi di ricerca dell'ENEA, con cui il Centro collabora dal 1985.
La scuola ha iniziato, già alla fine degli anni sessanta, un'opera di monitoraggio sulle valanghe in Valle d'Aosta che ha portato alla produzione di una Carta delle valanghe, ovvero un documento a carattere storico-statistico pensato per fornire un ausilio alla programmazione delle attività addestrative.
Tale iniziativa ha fornito la base ideale per la successiva costituzione di una più evoluta e completa Monografia militare delle valanghe, che oggi arriva a coprire quasi l'intero territorio nazionale. Tale complesso lavoro di ampliamento e aggiornamento viene svolto dal "servizio Meteomont" delle truppe alpine per le Alpi (fin dagli anni settanta) e del Corpo Forestale dello Stato per gli Appennini (dagli anni novanta).

## International Association of Military Mountain Schools
Il Centro è uno dei soci fondatori dell'Associazione internazionale delle scuole militari di montagna (International Association of Military Mountain Schools), che comprende a vario titolo istituti di 19 nazioni. L'associazione organizza incontri internazionali annuali, a stagioni alterne, per trattare temi inerenti aspetti tecnici quali nuove tecnologie, procedure normative e competenze acquisite. Nel luglio 2008 l'incontro annuale è stato organizzato dal Centro di addestramento alpino a Courmayeur.

## Comandanti
Del Centro Addestramento Alpino:
- Generale di Brigata Claudio Rondano: 27 giugno 2009 - 23 agosto 2011
- Generale di Brigata Antonio Maggi: 24 agosto 2011 - 2 ottobre 2014
- Generale di Brigata Simone Giannuzzi: 3 ottobre 2014 - 19 settembre 2017
- Generale di Brigata Salvatore Radizza: 20 settembre 2017 - 6 settembre 2019
- Generale di Brigata Matteo Giacomo Spreafico: 6 settembre 2019 - 18 novembre 2021
- Generale di Brigata Marcello Orsi: 18 novembre 2021 - in carica

Del Reggimento Addestrativo:
- Colonnello Pierpaolo La Macchia: dicembre 2010 - ottobre 2013
- Colonnello Paolo Romanin: ottobre 2013 - settembre 2015
- Colonnello Giovanni Santo: dal 25 settembre 2015 - 14 novembre 2019
- Colonnello Marco Gentile: dal 15 novembre 2019 - 31 dicembre 2020

Del 6º Reggimento Alpini:
- Colonnello Alessandro Pinelli: novembre 2009 - settembre 2011
- Colonnello Luigi Rossi: settembre 2011 - settembre 2014
- Colonnello Pierpaolo Romoli: settembre 2014 - 16 giugno 2017
- Colonnello Cristiano Masciulli: 16 giugno 2017 - 06 dicembre 2018
- Colonnello Massimo Comelli: 07 dicembre 2018 - 19 novembre 2020
- Colonnello Italo Giacomo Spini: 20 novembre 2020 - 20 ottobre 2022
- Col. Alessandro Nossen: 21 ottobre 2022 - 20 luglio 2023
- Col. Massimo Umberto Daves: 21 luglio 2023 - in carica

Del Reparto Attività Sportive:
- Colonnello Marco Mosso: 1998 - 4 maggio 2018
- Tenente Colonnello Patrick Farcoz: 4 maggio 2018 - in carica

## Persone legate alla scuola
- Renato Chabod
- Mario D'Adda
- Giusto Gervasutti
- Giuseppe Grandi
- Luigi Masini
- Simone Moro
- Gigi Panei
- Juan Domingo Perón
- Giorgio Redaelli
- Mario Rigoni Stern[7]
- Paolo Signorini
- Bruno Pizzul
- Walter Bonatti